# Lîsîciîn, Zaricine
Lîsîciîn (în ucraineană Лисичин) este un sat în comuna Borove din raionul Zaricine, regiunea Rivne, Ucraina.

## Demografie
Componența lingvistică a localității Lîsîciîn
     Ucraineană (100%)
Conform recensământului din 2001, toată populația localității Lîsîciîn era vorbitoare de ucraineană (100%).